# Farias Brito
Farias Brito is een gemeente in de Braziliaanse deelstaat Ceará. De gemeente telt 19.605 inwoners (schatting 2009).
De gemeente grenst aan Crato, Caririaçu, Várzea Alegre, Cariús, Tarrafas, Assaré, Altaneira en Nova Olinda.

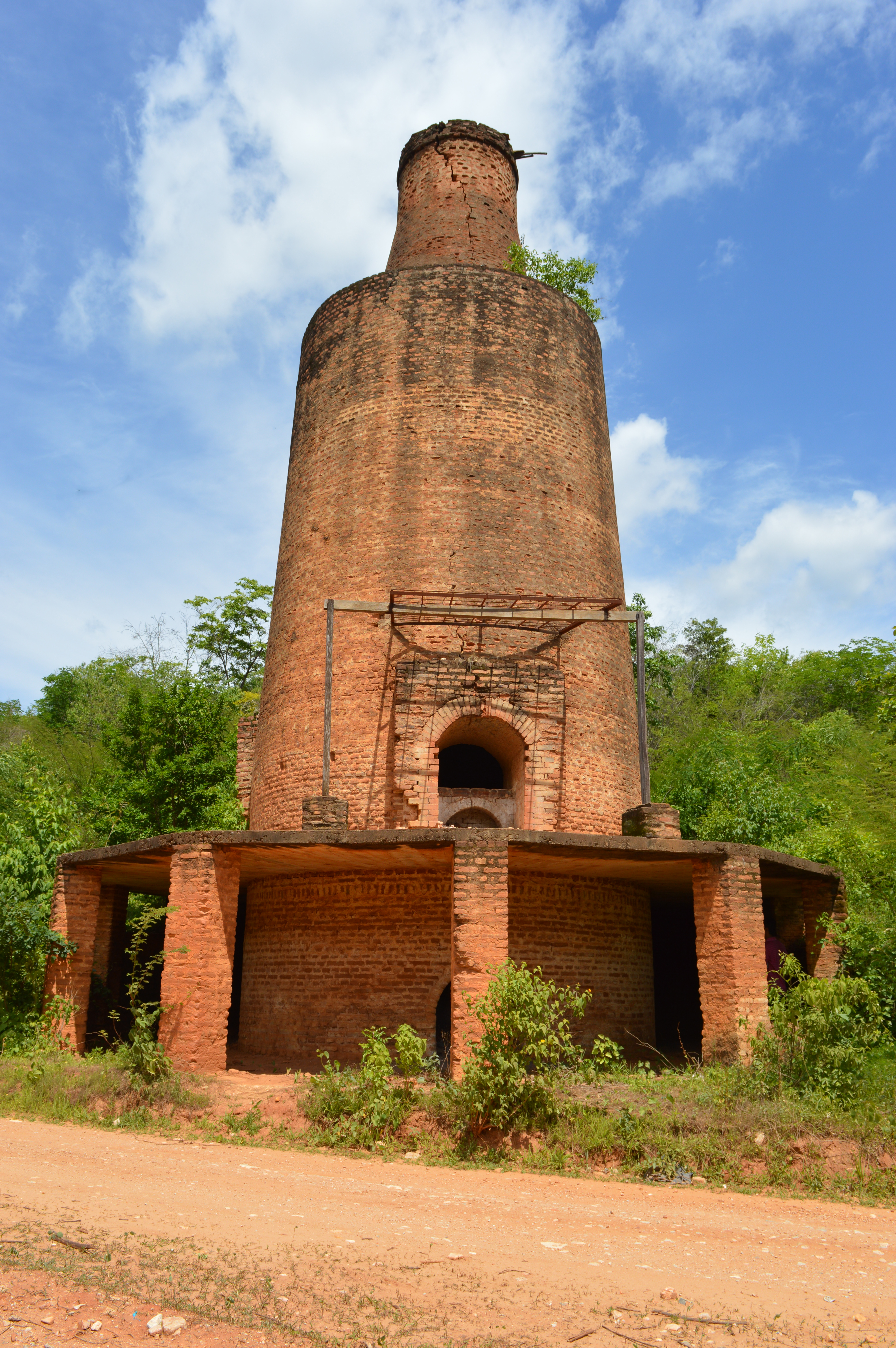
Het symbool van Farias Brito, de schoorsteen Forno de Contínuo